# Yvonne Schnock
Yvonne Schnock (* 26. August 1983 in München) ist eine ehemalige deutsch-kroatische Skirennläuferin.

## Karriere
Mit sieben Jahren begann sie das Skifahren, im Alter von zwölf Jahren war sie zum ersten Mal Deutsche Juniorenmeisterin.
Schnock war zu Beginn ihrer Karriere Mitglied beim DSV, wurde jedoch in die B-Mannschaft degradiert, worauf sie sich zu ersten Gesprächen mit dem Coach der kroatischen Skialpin-Nationalmannschaft Vedran Pavlek traf. Da ihre Mutter Kroatin ist und aus Kutina stammt, konnte Yvonne Schnock problemlos zum kroatischen Verband wechseln.
Sie schaffte zwar die Norm für die Olympischen Winterspiele 2006 in Turin, konnte jedoch aufgrund der Quote von höchstens vier Läuferinnen nicht teilnehmen. 2007 nahm sie dafür für Kroatien erstmals an einer Weltmeisterschaft teil, wobei sie im Slalom ausschied.
Ihr letztes internationales Rennen bestritt Schnock am 27. Januar 2008 in Bjelašnica, seitdem ist sie als Rennläuferin nicht mehr in Erscheinung getreten.

## Erfolge

### Weltmeisterschaften
- Åre 2007: DNF Slalom

### Europacup
- Eine Platzierung unter den besten 5

### Junioren-Meisterschaften
- 1. Platz Riesenslalom Münchner Meisterschaft 2000
- 2. Platz Slalom Bayrische Juniorenmeisterschaft 2000
- 1. Platz Slalom Münchner Meisterschaft 2001
- 3. Platz Slalom Bayrische Juniorenmeisterschaft 2001
- 1. Platz Slalom Großbritannische Juniorenmeisterschaft 2003
- 3. Platz Riesenslalom Kroatische Meisterschaft 2003
- 3. Platz Super-G Kroatische Meisterschaft 2003

### Weitere Erfolge
- 1 Sieg bei FIS-Rennen (Slalom in Pitztal 2006)